# غايل مارتن
غايل مارتن (بالإنجليزية: Gael Martin) هي منافسة ألعاب القوى أسترالية، ولدت في 27 أغسطس 1956 في ملبورن في أستراليا.

## وصلات خارجية
- غايل مارتن على موقع الاتحاد الدولي لألعاب القوى (الإنجليزية)
- غايل مارتن على موقع النتائج التاريخية لألعاب القوى الأسترالية (الإنجليزية)
- غايل مارتن على موقع اللجنة الأولمبية الدولية (الإنجليزية)
- غايل مارتن على موقع أوليمبيديا (الإنجليزية)
- غايل مارتن على موقع اللجنة الأولمبية الأسترالية (الإنجليزية)